# Bellevalia longistyla
Bellevalia longistyla là một loài thực vật có hoa trong họ Măng tây. Loài này được (Miscz.) Grossh. mô tả khoa học đầu tiên năm 1928.